# Bereżce Małe
Bereżce Małe (ukr. Малі Бережці, Mali Bereżci) – wieś na Ukrainie, w obwodzie tarnopolskim, w rejonie krzemienieckim.